# Colla di pesce

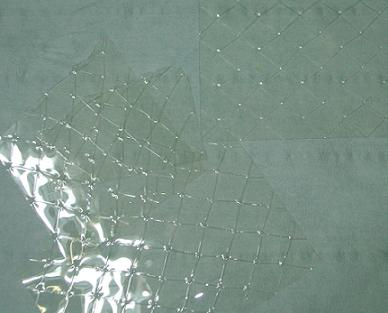
Colla di pesce in fogli

La colla di pesce è una gelatina essiccata in fogli, generalmente utilizzata in cucina come addensante, in particolare per la preparazione di dolci.

## Caratteristiche
Il nome nasce dalla procedura di produzione originaria della Russia, dove viene prodotta partendo dalla vescica natatoria dello storione e/o pesci affini e dalla cartilagine di pesce; conosciuta anche come "ittiocolla", viene fatta essiccare al sole, ma è poco usata in commercio. Essendo questa costituita in maggior parte da tessuto connettivale e quindi da collagene possiamo considerarla una fonte proteica, ma il valore biologico del tessuto connettivale è del tutto simile a quello della matrice ossea, quindi molto basso.
Oggi sul mercato sono presenti principalmente gelatine, impropriamente note come colla di pesce, prodotte prevalentemente utilizzando la cotenna del maiale insieme a ossa e cartilagini anche di origine bovina, che hanno un contenuto proteico rilevante, ma di scarsa qualità: 86 g per 100 g di prodotto. L'80% della gelatina alimentare di origine animale prodotta in Europa è derivata dalla cotenna del maiale. Il 15% viene ricavato dal bifido bovino, cioè da uno strato sottile presente sotto la pelle. Il rimanente 5% viene ricavato quasi tutto da ossa di maiali e bovini. Le gelatine sono messe in commercio in fogli sottili, trasparenti, inodori e insapori, che posti in acqua rigonfiano, al contrario della ittiocolla che non aumenta di molto il suo volume.
Alternative vegetali sono rappresentate dall'agar agar e dalla pectina.
Per un accordo tra le maggiori aziende produttrici di gelatina in fogli, il potere gelificante di un foglio è standardizzato: un foglio di gelatina gelifica nella stessa maniera la stessa quantità di acqua in modo da presentare, indipendentemente dal peso e dalla marca, lo stesso potere addensante per foglio. Sarà preoccupazione del confezionatore dosare il peso del singolo foglio per ottenere questo comportamento standard. Normalmente sei fogli di gelatina riescono a gelificare 500 ml (mezzo litro) di acqua; usando invece 8-9 fogli, otteniamo una gelatina molto più solida che è possibile tagliare con il coltello.

## Preparazione della colla di pesce
Le scaglie trasparenti vanno lasciate in acqua ben fredda per circa 10-15 minuti prima dell'uso. Dopo aver strizzato i fogli eliminando l'acqua in eccesso si scioglie a bagnomaria oppure nel forno a microonde a mezza potenza per 10 secondi.

## Impieghi non alimentari
Oltre che per la preparazione di cibi, la colla di pesce può essere utilizzata come colla per legno, oppure in lavori di restauro per fare aderire la foglia d'oro al bolo. Le colle raffinate o gelatine sono prodotte sempre da ritagli di pelle o di ossa. Alcune persone la usano anche come prodotto per capelli per fissare creste particolarmente lunghe, ma questo utilizzo è altamente sconsigliato poiché dannoso alla fibra dei capelli.
Può essere inoltre utilizzata per la preparazione manuale dell'inchiostro.